# شورلت اس-۱۰
شورولت اس-۱۰ (به انگلیسی: Chevrolet S-10) خودرویی است که از سال ۱۹۸۲ تا ۲۰۰۴ در ایالات متحده آمریکا و از سال ۱۹۹۵ تاکنون در برزیل تولید شده‌ است. طراحی آن موتور جلو-چهار چرخ محرک بوده‌ است.

## تاریخچهٔ شورولت اس-۱۰ در ایران
شورولت اس-۱۰ نسل یکم بین سال ۱۳۷۰ تا ۱۳۷۳، توسط شرکت ایران وانت و از گمرگ بندرعباس وارد ایران شد. اغلب شورولت‌های اس-۱۰ در ایران چهار سیلندر و با موتور ۲۵۰۰ سی سی ۸ سوپاپ مدل ۱۹۹۲ میلادی و اغلب تک‌دیفرانسیل (عقب) و به صورت تک‌کابین و یک و نیم کابین هستند.
شورولت اس-۱۰ با حجم موتور ۲۸۰۰ سی سی و ۴۳۰۰ سی سی و ۶ سیلندر و دو دیفرانسیل و هم خانواده آن،  اس-۱۰ بلیزر استیشن و جمس جیمی اس-١۵ استیشن دو درب و چهار درب نیز در ایران وجود دارند ولی تعداد آن‌ها محدود است که حدود ۲۰۰ اسب بخار و ۳۶۰ گشتاور نسخه ۴۳۰۰ سی سی آن است و گیربکس ۷۰۰ روی آن‌ها نصب است و مدل آن‌ها بین سال‌های ۱۹۸۳ تا ۱۹۹۲ می‌باشد.
از امکانات رفاهی این وانت می‌توان به کولر، هیدرولیک فرمان، صندلی کودک (اس ده یک و نیم کابین)، بیزر هشداردهندهٔ چراغ و کمربند و کلید و باز بودن درب، چراغ‌های زیرپا، چراغ هشدار شیفت دنده، ترمز پایی فوق‌العاده قوی، قابلیت دیاگ، امنیت فوق‌العاده بالای اتاق و شاسی و وزن حدود ۱۴۰۰ کیلوگرم اشاره کرد.
این خودرو به شتاب فوق‌العاده و نرمی و هندلینگ عالی و استهلاک پایین قطعات معروف است.
از جمله ایرادات آن می‌توان به کاسه‌ای بودن چرخ‌های عقب، ضعف پوسته داشبورد، طراحی محل قرارگیری دلکو و کویل و پمپ بنزین اشاره کرد.
رنگ‌های وانت شورولت‌های اس ۱۰ موجود در ایران شامل رنگ‌های سفید، نوک مدادی، آبی روشن و متالیک و سرمه‌ای و قرمز است.
شورولت اس ۱چ بین سال‌های ۱۳۷۱ تا ۱۳۷۳ توسط شرکت ایران وانت عرضه شد و حدود قیمت آن ۱ میلیون تا ۲ میلیون بود. تعمیرگاه مرکزی آن میدان وثوق تهران بود.
برآورد می‌گردد بین ۴۰۰ تا ۵۰۰ وانت اس ۱۰ هنوز فعال باشند.
مجموعاً ۱۲۵۰ دستگاه از گمرک بندرعباس وارد ایران شد.